# Wybory do Parlamentu Europejskiego w Danii w 2004 roku
Wybory do Parlamentu Europejskiego w Danii odbyły się 13 czerwca 2004. Duńczycy wybierali 13 europarlamentarzystów, co odzwierciedla przepisy Traktatu Nicejskiego.
Wybory wygrała Socialdemokraterne, zdobywając 32,6% głosów, co dało partii 5 mandatów. Drugie miejsce z wynikiem 19,4% i 3 mandatami zajęła Venstre. Pozostałe partie: Konserwatywna Partia Ludowa, Ruch Czerwcowy, Socjalistyczna Partia Ludowa, Konserwatywna Partia Ludowa, Duńska Partia Ludowa, Det Radikale Venstre, Ruch Ludowy przeciw UE zdobyły po 1 mandacie. Jedyną partią, która nie zdobyła mandatów w 2004 roku, byli Chrześcijańscy Demokraci.

## Wyniki wyborów
| Partia/ Koalicja             | Frakcja europejska | Liczba głosów | % głosów | mandaty | +/- |
| ---------------------------- | ------------------ | ------------- | -------- | ------- | --- |
| Socialdemokraterne           | PES                | 618 412       | 32,6%    | 5       | +2  |
| Venstre                      | ALDE               | 366 735       | 19,4%    | 3       | -2  |
| Konserwatywna Partia Ludowa  | EPP                | 371 603       | 11,3%    | 1       | 0   |
| Ruch Czerwcowy               | IND/DEM            | 171 927       | 9,1%     | 1       | -2  |
| Socjalistyczna Partia Ludowa | EPZ                | 150 766       | 8,0%     | 1       | ±0  |
| Duńska Partia Ludowa         | EPP                | 128 789       | 6,8%     | 1       | ±0  |
| Det Radikale Venstre         | ALDE               | 120 473       | 6,4%     | 1       | ±0  |
| Ruch Ludowy przeciw UE       | -                  | 97 986        | 5,2%     | 1       | ±0  |
| Chrześcijańscy Demokraci     | EPP                | 24 286        | 1,3%     | -       | ±0  |